# Cleveland Charge
The Cleveland Charge ist ein Team der NBA G-League, das in Cleveland, Ohio beheimatet ist.

## Geschichte
Das Team wurde als Huntsville Flight als Gründungsmitglied der NBA Development League im Jahr 2001 in der Stadt Huntsville in Alabama gegründet. Sie trugen ihre Heimspiele im Von Braun Center aus und erreichten in ihrer dritten Spielzeit die D-League-Finals, wo sie den Asheville Altitude unterlagen. 2005 verließen sie die Stadt. Vor der Saison 2017/2018 wurde die Entwicklungsliga in NBA G-League umbenannt. 
In der darauffolgenden Saison spielten sie als die Albuquerque Thunderbirds. 2006 wurden sie Meister der Development League, indem sie die Fort Worth Flyers mit 119–108 im Finale besiegten. Bis zur Saison 2009/10 blieben sie dort, bevor sie zur nächsten Saison nach Rio Rancho in New Mexico zogen und das Team New Mexico Thunderbirds gründeten. 
Am 7. Juli 2011 wurde bekanntgegeben, dass das Team schon wieder weiter nach Canton, Ohio ziehen würde, nachdem die Cleveland Cavaliers das Team gekauft hatten. Alex Jensen wurde zu ihrem ersten Trainer benannt und am 13. Oktober wurden ihr Logo und ihre Farben veröffentlicht. Am 20. Oktober wurden die ersten Spieler des Teams genannt: Keith McLeod und Jamine Peterson und am 25. Oktober wurden die neuen Trikots der Öffentlichkeit gezeigt. Im D-League-Draft dieser Saison wählten das Team unter dem Namen Canton Charge in der ersten Runde Tyrell Biggs aus.
Im Juni 2021 wurde bekanntgegeben, dass das Team nach Ablauf des Vertrages mit dem Canton Memorial Civic Center nach Cleveland zöge und hoffe, zum Start der Saison 2021/22 im November ein Rebranding vollendet zu haben und den Namen für den Transitionszeitraum, The Charge, zu The Cleveland Charge umfirmiert zu haben.

## Bekannte ehemalige und aktuelle Spieler
- Jon Leuer ( Memphis Grizzlies)
- Harry Marshall ( Uni-Riesen Leipzig)
- C. J. Miles ( Indiana Pacers)
- Yūta Tabuse ( Tochigi Brex)
- Michael Stockton ( BG Göttingen)